# Hockey op de Gemenebestspelen 2006 - Vrouwen
De derde editie van het hockeytoernooi van de Gemenebestspelen voor mannen had plaats op de Gemenebestspelen van 2006 in het State Netball and Hockey Centre in Melbourne, Australië. Het toernooi liep van 16 tot en met 25 maart. Tien landen namen deel. Australië won voor de tweede keer de titel.

## Resultaten

### Eerste ronde

#### Groep A
| Team        | GS | W | G | V | DV | DT | +/− | Pnt |
| ----------- | -- | - | - | - | -- | -- | --- | --- |
| Australië   | 4  | 4 | 0 | 0 | 27 | 2  | +25 | 12  |
| India       | 4  | 2 | 1 | 1 | 18 | 7  | +11 | 7   |
| Maleisië    | 4  | 2 | 2 | 0 | 7  | 15 | -8  | 6   |
| Zuid-Afrika | 4  | 1 | 2 | 1 | 7  | 8  | -1  | 4   |
| Nigeria     | 4  | 0 | 4 | 0 | 1  | 28 | -27 | 0   |

|             | Resultaat |             |
| ----------- | --------- | ----------- |
| Maleisië    | 4–0       | Nigeria     |
| Australië   | 4–2       | India       |
| Nigeria     | 1–4       | Zuid-Afrika |
| Australië   | 4–0       | Zuid-Afrika |
| Canada      | 1–5       | Australië   |
| India       | 5–0       | Schotland   |
| Australië   | 8–0       | Maleisië    |
| Zuid-Afrika | 2–2       | India       |
| Nigeria     | 0 -11     | Australië   |
| Maleisië    | 2–1       | Zuid-Afrika |

#### Groep B
| Team          | GS | W | G | V | DV | DT | +/− | Pnt |
| ------------- | -- | - | - | - | -- | -- | --- | --- |
| Nieuw-Zeeland | 4  | 4 | 0 | 0 | 20 | 1  | +19 | 12  |
| Engeland      | 4  | 3 | 1 | 0 | 20 | 4  | +16 | 9   |
| Schotland     | 4  | 2 | 2 | 0 | 11 | 8  | +3  | 6   |
| Canada        | 4  | 1 | 4 | 0 | 5  | 10 | -5  | 3   |
| Barbados      | 4  | 0 | 4 | 0 | 0  | 33 | -33 | 0   |

|               | Resultaat |               |
| ------------- | --------- | ------------- |
| Barbados      | 0–4       | Canada        |
| Nieuw-Zeeland | 2–1       | Schotland     |
| Canada        | 0–5       | Engeland      |
| Barbados      | 0–11      | Nieuw-Zeeland |
| Engeland      | 5–0       | Schotland     |
| Canada        | 0–3       | Nieuw-Zeeland |
| Engeland      | 10–0      | Barbados      |
| Canada        | 1–2       | Schotland     |
| Engeland      | 0–4       | Nieuw-Zeeland |
| Schotland     | 8–0       | Barbados      |

### Kruisingswedstrijden
Halve finale
| Australië     | 1 | - | Engeland | 0 |
| Nieuw-Zeeland | 0 | - | India    | 1 |

### Plaatsingswedstrijden
Om de negende plaats
| Nigeria | 1 | - | Barbados | 4 |

Om de zevende plaats
| Canada | 2 | - | Zuid-Afrika | 5 |

Om de vijfde plaats
| Maleisië | 0 | - | Schotland | 3 |

Om de derde plaats
| Engeland | 0 | - | Nieuw-Zeeland | 0 |

- Engeland won na strafballen met 3-1

Finale
| Australië | 1 | - | India | 0 |

## Eindrangschikking
| pos    | land          |
| ------ | ------------- |
| Goud   | Australië     |
| Zilver | India         |
| Brons  | Engeland      |
| 4      | Nieuw-Zeeland |
| 5      | Schotland     |
| 6      | Maleisië      |
| 7      | Zuid-Afrika   |
| 8      | Canada        |
| 9      | Barbados      |
| 10     | Nigeria       |

Kuala Lumpur 1998 (mannen, vrouwen) · 
Manchester 2002 (mannen, vrouwen) · 
Melbourne 2006 (mannen, vrouwen) · 
Delhi 2010 (mannen, vrouwen) · 
Glasgow 2014 (mannen, vrouwen)
Atletiek · Badminton · Basketbal · Boksen · Bowls · Gewichtheffen · Hockey · Mountainbike · Netball · Ritmische gymnastiek · Rugby Sevens · Schietsport · Schoonspringen · Squash · Synchroonzwemmen · Tafeltennis · Triatlon · Turnen · Wielersport (baan · weg) · Zwemmen